# Chthonius graecus
Espèce
Chthonius graecus est une espèce de pseudoscorpions de la famille des Chthoniidae.

## Distribution
Cette espèce est endémique de Grèce. Elle se rencontre sur Petalás.

## Étymologie
Son nom d'espèce lui a été donné en référence au lieu de sa découverte, la Grèce.

## Publication originale
- Beier, 1963 : Ordnung Pseudoscorpionidea (Afterskorpione). Bestimmungsbücher zur Bodenfauna Europas. Bestimmungsbücher zur Bodenfauna Europas. Berlin, p. 1-313.